# Llista de Creus de Sant Jordi/2020/Entitats

#### Entitats
Informació actualitzada per un bot. Els canvis manuals es perdran quan s'actualitzi!
| Entitat                                                                | Wikidata  | Descripció                                                  | Imatge |
| ---------------------------------------------------------------------- | --------- | ----------------------------------------------------------- | ------ |
| Pallassos sense fronteres                                              | Q3774661  |                                                             |        |
| Banda Municipal de Música d'Alcanar                                    | Q11907792 |                                                             |        |
| Ecomuseu de les Valls d'Àneu                                           | Q11917975 |                                                             |        |
| Federació d'Entitats Excursionistes de Catalunya                       | Q11921686 |                                                             |        |
| Recvll                                                                 | Q11945043 |                                                             |        |
| Fundació Hospital Sant Pere Claver                                     | Q20100607 |                                                             |        |
| Orfeó Nova Solsona                                                     | Q20105813 |                                                             |        |
| Prodis                                                                 | Q65209264 | associació per a la integració de persones amb discapacitat |        |
| Hospital de Campdevànol                                                | Q87761772 | hospital al Ripollès                                        |        |
| Aire Nou de Bao                                                        | Q88856689 |                                                             |        |
| Associació Recvll Blanes                                               | Q88856940 |                                                             |        |
| Aules d'extensio Universitaria per a la Gent Gran de Barcelona         | Q88857199 |                                                             |        |
| Taller Àuria                                                           | Q88857513 | cooperativa social                                          |        |
| Associació Cultural del Gremi de Pagesos de Sant Llorenç i Sant Isidre | Q88858290 |                                                             |        |
| Prodiscapacitats Fundació Privada Terrassenca                          | Q88858760 |                                                             |        |
| Fundació Hospital de Sant Jaume i Santa Magdalena de Mataró            | Q88859075 |                                                             |        |
| Germans Roca                                                           | Q88859374 |                                                             |        |